# Municipio de Salt River (condado de Knox)
El municipio de Salt River (en inglés: Salt River Township) es un municipio ubicado en el condado de Knox en el estado estadounidense de Misuri. En el año 2010 tenía una población de 249 habitantes y una densidad poblacional de 1,86 personas por km².

## Geografía
El municipio de Salt River se encuentra ubicado en las coordenadas 39°58′58″N 92°14′57″O / 39.98278, -92.24917. Según la Oficina del Censo de los Estados Unidos, el municipio tiene una superficie total de 133.53 km², de la cual 133,01 km² corresponden a tierra firme y (0,38 %) 0,51 km² es agua.

## Demografía
Según el censo de 2010, había 249 personas residiendo en el municipio de Salt River. La densidad de población era de 1,86 hab./km². De los 249 habitantes, el municipio de Salt River estaba compuesto por el 97,99 % blancos, el 0,4 % eran afroamericanos, el 0,4 % eran asiáticos y el 1,2 % eran de una mezcla de razas. Del total de la población el 0,4 % eran hispanos o latinos de cualquier raza.